# Jules Van Hoof
Julius (Jules) Van Hoof (Lier, 8 juli 1892 - 22 juni 1965) was een Belgisch arts en politicus voor de Katholieke Partij, vervolgens het Katholiek Verbond van België en ten slotte de CVP.

## Levensloop
Tijdens zijn jeugd maakte Van Hoof deel uit van de Lierse AKVS-gilde Hooger Op. UIt deze periode stamde Van Hoofs credo ‘J’aime la littérature, mais je déteste le mouvement littéraire’. In 1920 studeerde hij af als doctor in de genees- en tandheelkunde.
Na de gemeenteraadsverkiezingen van 24 april 1921 werd hij verkozen tot gemeenteraadslid en tevens aangesteld tot schepen van cultuur, een functie die hij uitoefende tot zijn aanstelling tot burgemeester na de lokale stembusgang van 10 oktober 1926. Deze verkiezingen waren gewonnen door de Lierse Frontpartij onder leiding van Jozef Cornelis die er in geslaagd was om door te breken onder haar nieuwe naam Katholieke Vlaamsche Volkspartij (KVV) en vier verkozenen telden. Bij het Katholiek Verbond had burgemeester Jozef Schellekens de politiek verlaten en was Joseph Van Cauwenbergh naar voren geschoven als zijn opvolger. Na verschillende maanden kwam het tot eindelijk tot een bestuursakkoord tussen de Katholieken van het Katholiek Verbond en de Vlaams-nationalisten van de KVV. De KVV'ers stelden echter hun veto tegen het burgemeesterschap van Joseph Van Cauwenbergh en alzo werd Van Hoof aangesteld als burgemeester ad interim. Een van zijn eerste bestuursdaden was het vervroegen van het sluitingsuur van lokalen waar openbare dansfeesten werden gehouden. De liberalen drongen erop aan dat men mild zou zijn bij de controle hierop, de repliek van Van Hoof was echter dat er aan de heersende danswoede niet te veel toegegeven mocht worden, daar de zedelijkheid van ons volk veel meer waard was.
Na een jaar namen de partijpolitieke spanningen opnieuw toe, mede doordat er bij de katholieken het gevoel bestond dat ze te veel toegevingen deed aan haar coalitiepartner. Maar vooral de afzonderlijke viering van Rerum Novarum lag de katholieken moeilijk. Ondanks aandringen van onder meer toenmalig minister van Binnenlandse Zaken en partijgenoot Albert Carnoy bleef Van Hoof zijn burgemeestersambt als een tijdelijk iets beschouwen en was hij van mening dat deze ‘in een geest van traditie’ toekwam aan Van Cauwenbergh. In 1928 werd Van Cauwenbergh alsnog aangesteld als burgemeester met liberale steun uit de oppositie. Hierdoor viel de wankele coalitie tussen de nationalisten en de katholieken uit elkaar. Desondanks bestuurden de katholieken verder, gesteund door twee verkozenen van de Liberale Partij. Tot een echte coalitie kwam het evenwel niet. Van Hoof werd na de machtswissel opnieuw schepen, een mandaat dat hij behield tot de gemeenteraadsverkiezingen van 1938 toen hij de politiek (tijdelijk) verliet. De KVV anderzijds viel uit elkaar in twee groepen die bij de daaropvolgende gemeenteraadsverkiezingen van 1932 beiden gereduceerd werden in stemmenaantal. Zo behield de groep rond Cornelis (die was verdergegaan onder de KVV-vlag) slechts een verkozene, de Hermansisten (vernoemd naar Ward Hermans) die zich omgedoopt hadden tot Vlaams Nationaal Verbond (VNV, niet te verwarren met de latere VNV van Staf De Clercq) hadden geen enkele verkozene.
In januari 1954 werd hij wederom burgemeester na het overlijden van Joseph Van Cauwenbergh, een mandaat dat hij zou uitoefenen tot 1959.